# Martin Bulíř
Martin Bulíř (8. dubna 1969 Liberec) je český lukostřelec a rekordman.

## Životopis
S lukostřelbou začal v roce 1990. V roce 2004 vystřílel český rekord výkonem 663 bodů. V té době v tréninku střílel denně 200 šípů.
Zúčastnil se místo distancovaného nominovaného Milana Andreadice letních olympijských her v roce 2008 v Pekingu, kde obsadil 56. místo, když si vystřílel 629 bodů a porazil ho v prvním kole Ital Ilario Di Buò. V roce 2010 vylepšil svůj národní rekord výkonem 664 bodů a stal se lídrem Českého poháru v lukostřelbě.